# Essi Viding
Essi Maria Viding est une psychologue spécialisée dans les neurosciences. Son domaine de recherche principal est le développement des troubles du comportement et les problèmes de santé mentale chez les enfants et les jeunes adultes.

## Jeunesse et formation
Essi Maria Viding naît en Finlande. Elle passe son Bachelor of science avec mention à l'University College de Londres en 1998. Puis poursuit ses études universitaires au King's College de Londres où elle obtient un doctorat en 2004 pour sa thèse Investigating neurocognitive systems underlying impulsivity in attention deficit hyperactivity disorder and conduct disorder, supervisée par Francesca Happé. Elle poursuit sa formation à King's College en faisant un postdoctorat avec Robert Plomin.

## Carrière
Essi Viding est professeur de psychopathologie du développement au Département de recherche en psychologie clinique, éducative et de la santé, Division de psychologie et des sciences du langage, de l'UCL. Elle co-dirige également l'Unité de développement des risques et de la résilience (DRRU).
Les recherches d'Essi Viding portent sur le développement de troubles du comportement perturbateurs, ainsi que sur les problèmes de santé mentale des enfants et des jeunes. Elle utilise des mesures expérimentales cognitives, l'imagerie cérébrale et des plans d'étude génétiquement informatifs dans son travail.

## Distinctions
- 2011 : médaille Spearman[5]
- 2013 : Royal Society Wolfson Research Merit Award[6]
- 2016 : prix de l'innovation de la Social Affective Neuroscience Society[7]
- 2017 : prix Rosalind-Franklin[8]
- 2020 : membre de la British Academy[9]
- 2021 : membre de l'Academy of Medical Sciences[10]

## Publications
- (en) avec Sheilagh Hodgins, Anna Plodowski (dir.) The neurobiological basis of violence: science and rehabilitation, Oxford, OUP, 12 février 2009, 432 p.,  (ISBN 978-0199543533)
- (en) Psychopathy: A Very Short Introduction (Very Short Introductions) (English Edition), Oxford, OUP, 24 octobre 2019, 136 p.,  (ISBN 978-0198802266)
- (en) avec RJR Blair, TE Moffitt, R Plomin, Evidence for substantial genetic risk for psychopathy in 7‐year‐olds, dans Journal of Child Psychology and Psychiatry, 2005
- (en) avec PJ Frick, Antisocial behavior from a developmental psychopathology perspective, dans Development and psychopathology, 2009
- (en) avec CL Sebastian, MR Dadds, PL Lockwood, Amygdala response to preattentive masked fear in children with conduct problems: the role of callous-unemotional traits, dans American journal of psychiatry, 2012
- (en) avec D. Williamson, E. Forbes, A. Hariri, The integration of neuroimaging and molecular genetics in the study of developmental cognitive neuroscience, - MIT Press, 2008